# Иерусалимское Свято-Елисаветинское сестричество сестёр милосердия

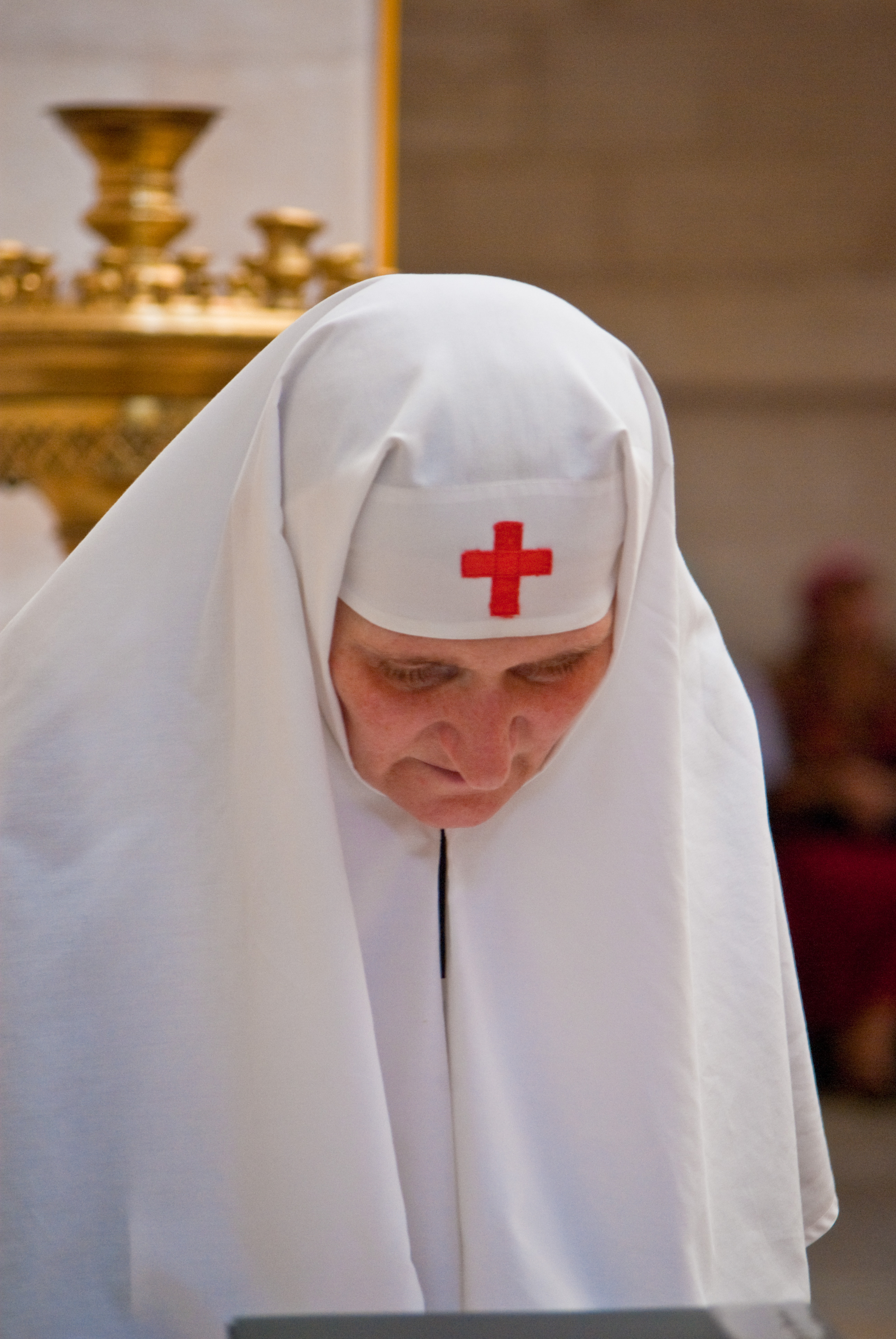
Одна из сестер в храме.

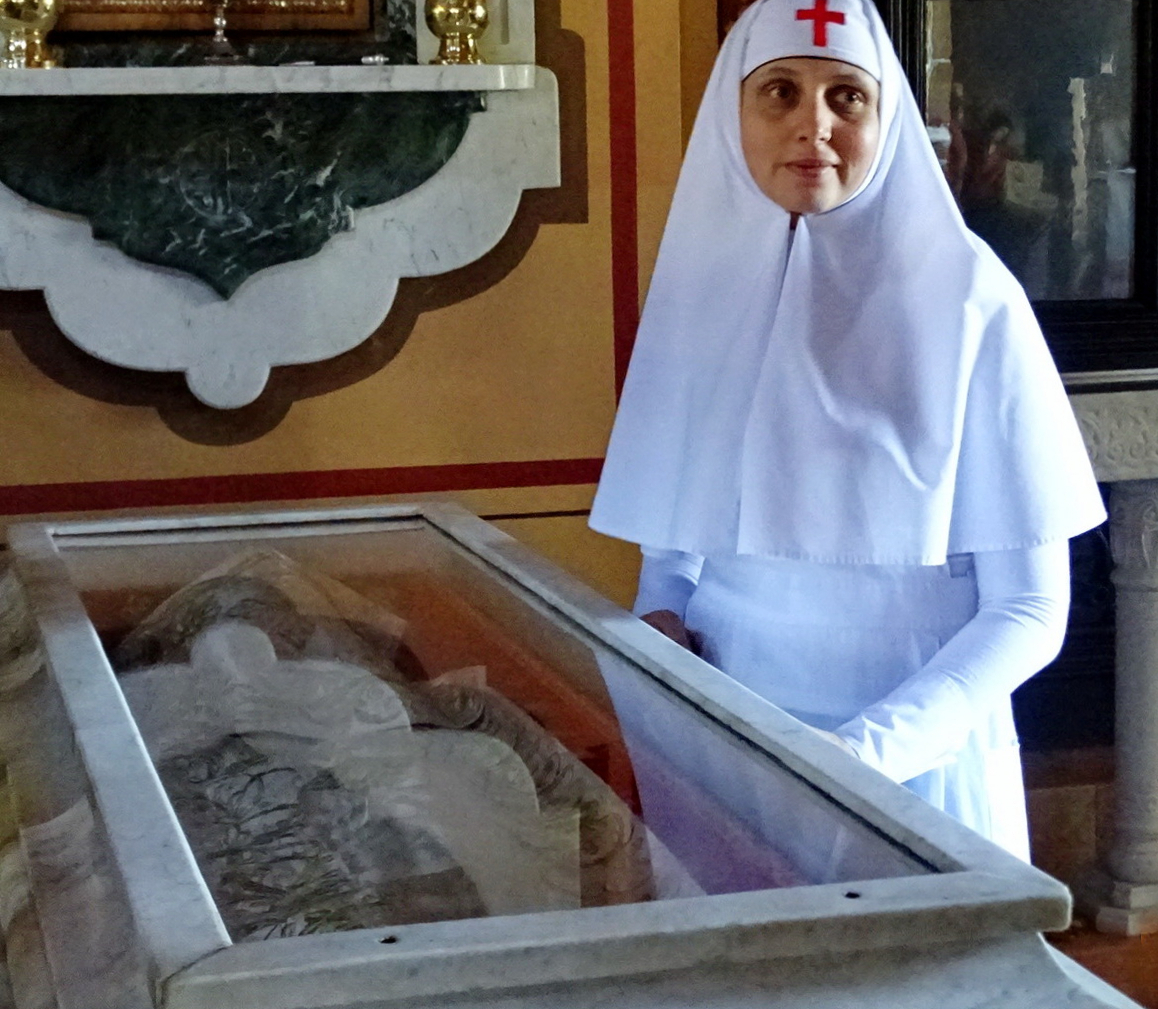
Сестра у мощей святой Елизаветы в церкви Марии Магдалины. 2020 год.

Иерусали́мское Свя́то-Елисаве́тинское сестри́чество сестёр милосе́рдия — православное сестричество во имя святой преподобномученицы Елисаветы Феодоровны. Создано в 2010 году. Основной задачей сестричества является возобновление и поддержание традиции чтения неусыпной Псалтири у Порога Судных Врат на Александровском подворье, прерванной в 20-е годы XX века. Кроме того, задачей сестер является «привнесение на подворье домашней атмосферы хлебосольства, сестринской заботы о паломниках в духе времени, когда его попечительницей являлась сама святая преподобномученица Елисавета». Членами сестричества могут стать православные, принадлежащие к любой из канонических ветвей Православной Церкви.

## Создание сестричества
Образовано в Иерусалиме 1 ноября 2010 года по инициативе Православного Палестинского общества (председатель Николай Воронцов), которое владеет и распоряжается Александровским подворьем (по состоянию на 2022 год). ППО в Святой Земле под руководством Сергея Степашина не имеет отношения к сестричеству. Дата создания — 1 ноября (19 октября по старому стилю) — выбрана потому что это день рождения и день прославления (РПЦЗ) преподобномученицы Елисаветы Феодоровны, в память которой основано сестричество. 
В день образования сестричества было посвящено девять сестер, первой возложения одежд удостоилась старшая сестра Елена (Халатян Елена Мнацакановна), член Совета ППО в Святой Земле.
5 декабря 2012 года в Киеве было зарегистрировано представительство сестричества.

## Свято-Елисаветинский крестный ход
Члены сестричества традиционно участвуют в традиционном Свято-Елисаветинском крестном ходе, ежегодно проходящем в Иерусалиме ночь с 17 на 18 июля в память Елисаветы Феодоровны. В 2020 году состоялся уже 20-й крестный ход, несмотря на коронавирусные ограничения.